# Remuhsynagoge
De Remuhsynagoge (Pools: Synagoga Remuh of Bożnica Remuh) is een synagoge in Kazimierz, Krakau. De synagoge werd gebouwd tussen 1553-1557 in Renaissancestijl.

## Geschiedenis

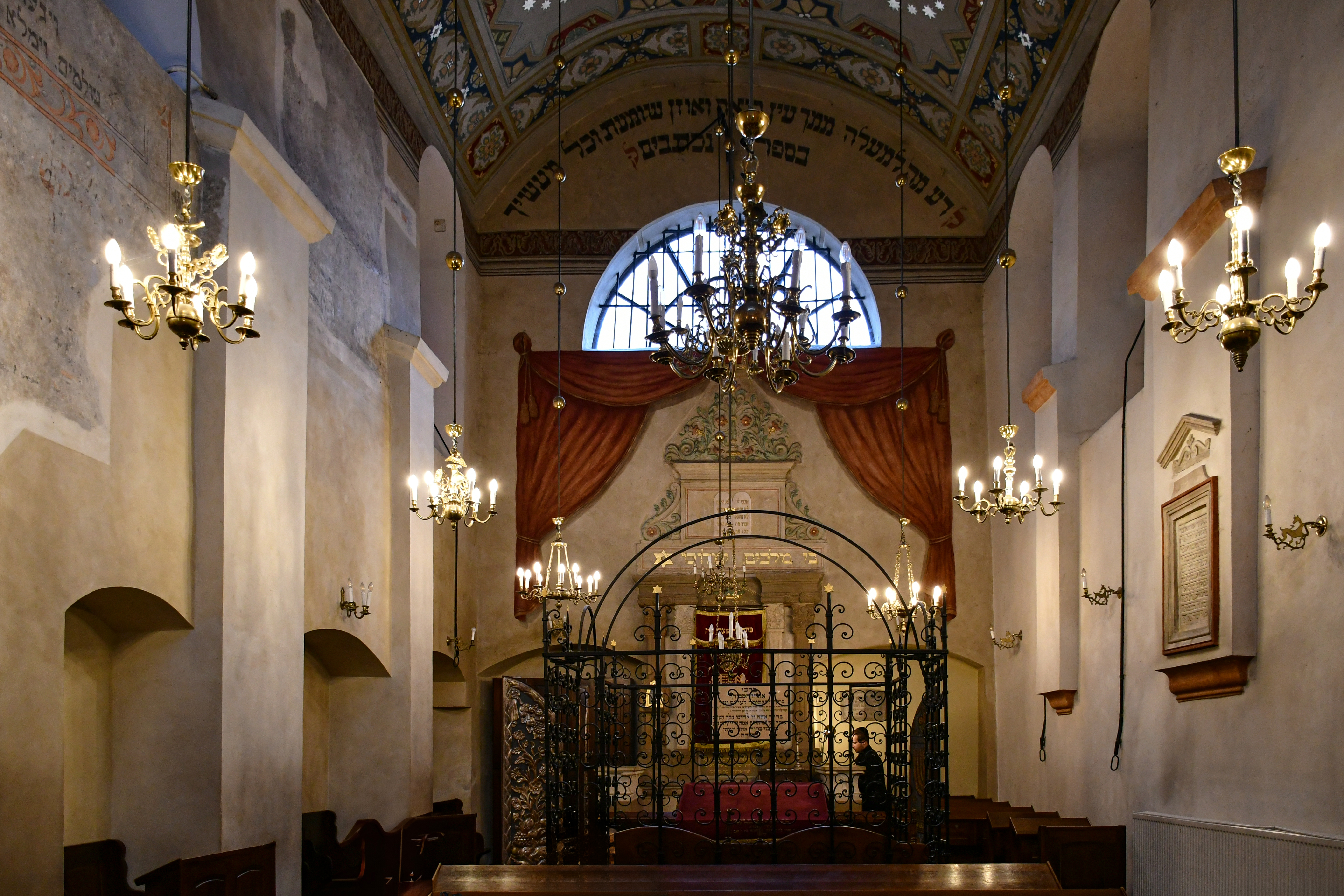
Interieur van de Remuhsynagoge

In 1553 werd de Remuhsynagoge bekostigd door Israel ben Josef, de vader van Rabbi Moses Isserles, door orthodoxe joden gezien als een van de grootste profeten sinds Mozes. Hij werd ook Remuh genoemd.
De synagoge ligt aan de rand van de Oude Joodse Begraafplaats (ook wel de Remuh-begraafplaats genoemd). Het eerste gebouw werd verwoest in april 1557 in een brand. Daarna werd op dezelfde plaats een nieuw gebouw gebouwd volgens de plannen van de Poolse architect Stanisław Baranek.
Het gebouw is gebouwd in de late renaissancestijl, maar werd in de 17e en 18e eeuw een aantal keer verbouwd. Het gebouw kreeg zijn huidige uiterlijk tijdens de restauratie van 1829. Tijdens de Tweede Wereldoorlog werd het gebouw geplunderd door de Wehrmacht maar bleef het gebouw behouden. In 1957 werd het gebouw gerenoveerd en het interieur hersteld.